# ده دنیه
 ده دنبه  روستایی در بخش جویم شهرستان لارستان در جنوب استان فارس و در ایران واقع شده‌است.